# Giro d'Itàlia de 2001
El Giro d'Itàlia de 2001 va començar el dissabte 19 de maig de 2001 amb un pròleg de 7,6 km a la ciutat de Pescara, als Abruços.
Era la 84a edició del Giro des de la seva creació el 1909. El vencedor fou l'italià Gilberto Simoni.
També part del seu recorregut va passar per Eslovènia per tercera vegada a la seva història.
L'esdeveniment va estar marcat per una operació policial d'antidopatge, coneguda com a "bombardeig", que anirà seguit de diversos procediments legals. En protesta, els corredors es van negar a córrer la 18a etapa d'aquest Giro.

## Equips
Un total de 19 equips van participar en aquesta edició del Giro d'Itàlia. 11 d'aquests equips eren de la màxima divisió mundial, dins el Grup Esportiu 1, i els altres vuit, del Grup Esportiu II. Hi participaren tretze equips italians, tres equips espanyols i un de Bèlgica, un de França i un d'Alemanya.
| Grups esportius I (11)- Fassa Bortolo - iBanesto.com - Kelme-Costa Blanca - Lampre-Daikin - Liquigas-Pata - Lotto-Adecco - Mercatone Uno-Stream TV - ONCE-Eroski - Saeco - Tacconi Sport-Vini Caldirola - Deutsche Telekom Grups esportius II (8)- Alessio - Alexia Alluminio - Bonjour - Cantina Tollo-Acqua & Sapone - Mobilvetta-Formaggi Trentini - Panaria-Fiordo - Selle Italia-Pacific - Colpack-Astro |
| |

## Etapes
| Etapa     | Data       | Ciutats d'etapa                        | type                      | Distància (km) | Desnivell (m) | Vencedor de l'etapa           | Líder de la general |
| --------- | ---------- | -------------------------------------- | ------------------------- | -------------- | ------------- | ----------------------------- | ------------------- |
| Pròleg    | 19 de maig | Montesilvano – Pescara                 | contrarellotge individual | 7,6            | 6 m           | Rik Verbrugghe                | Rik Verbrugghe      |
| 1a etapa  | 20 de maig | Giulianova – Francavilla al Mare       | etapa de mitja muntanya   | 202            | 2.822 m       | Ellis Rastelli                | Rik Verbrugghe      |
| 2a etapa  | 21 de maig | Fossacesia – Lucera                    | etapa accidentada         | 167            | 1.018 m       | Danilo Hondo                  | Rik Verbrugghe      |
| 3a etapa  | 22 de maig | Lucera – Potenza                       | etapa de mitja muntanya   | 149            | 1.965 m       | Danilo Hondo                  | Rik Verbrugghe      |
| 4a etapa  | 23 de maig | Potenza – Montevergine                 | etapa de muntanya         | 169            | 2.828 m       | Danilo Di Luca                | Dario Frigo         |
| 5a etapa  | 24 de maig | Avellino – Nettuno                     | etapa plana               | 229            | 1.095 m       | Ivan Quaranta                 | Dario Frigo         |
| 6a etapa  | 25 de maig | Nettuno – Rieti                        | etapa plana               | 150            | 1.774 m       | Mario Cipollini               | Dario Frigo         |
| 7a etapa  | 26 de maig | Rieti – Montevarchi                    | etapa accidentada         | 239            | 2.338 m       | Stefano Zanini                | Dario Frigo         |
| 8a etapa  | 27 de maig | Montecatini-Terme – Reggio de l’Emília | etapa de muntanya         | 185            | 4.026 m       | Pietro Caucchioli             | Dario Frigo         |
| 9a etapa  | 28 de maig | Reggio de l’Emília – Rovigo            | etapa plana               | 142            | 153 m         | Mario Cipollini               | Dario Frigo         |
| 10a etapa | 29 de maig | Lido di Jesolo – Ljubljana             | etapa accidentada         | 212            | 1.400 m       | Denis Zanette                 | Dario Frigo         |
| 11a etapa | 30 de maig | Bled – Gorizia                         | etapa accidentada         | 187            | 2.648 m       | Pablo Lastras García          | Dario Frigo         |
| 12a etapa | 31 de maig | Gradisca d'Isonzo – Montebelluna       | etapa plana               | 139            | 345 m         | Matteo Tosatto                | Dario Frigo         |
| 13a etapa | 1 de juny  | Montebelluna – Pas Pordoi              | etapa de muntanya         | 225            | 5.906 m       | Julio Alberto Pérez Cuapio    | Gilberto Simoni     |
| 14a etapa | 2 de juny  | Cavalese – Arco                        | etapa de muntanya         | 163            | 3.128 m       | Carlos Alberto Contreras Caño | Gilberto Simoni     |
| 15a etapa | 3 de juny  | Sirmione – Salò                        | contrarellotge individual | 55,5           | 540 m         | Dario Frigo                   | Gilberto Simoni     |
| 16a etapa | 4 de juny  | Erbusco – Parma                        | etapa plana               | 142            | 259 m         | Ivan Quaranta                 | Gilberto Simoni     |
|           | 5 juin     | Jour de repos                          | Jour de repos             |                |               |                               |                     |
| 17a etapa | 6 de juny  | Sanremo – Sanremo                      | etapa de muntanya         | 119            | 2.447 m       | Pietro Caucchioli             | Gilberto Simoni     |
| 18a etapa | 7 de juny  | Imperia                                | etapa de muntanya         | 230            | 6.215 m       | suspesa                       | Gilberto Simoni     |
| 19a etapa | 8 de juny  | Alba – Busto Arsizio                   | etapa plana               | 163            | 518 m         | Mario Cipollini               | Gilberto Simoni     |
| 20a etapa | 9 de juny  | Busto Arsizio – Arona                  | etapa de muntanya         | 181            | 3.331 m       | Gilberto Simoni               | Gilberto Simoni     |
| 21a etapa | 10 de juny | Arona – Milà                           | etapa plana               | 121            | 219 m         | Mario Cipollini               | Gilberto Simoni     |

## Classificacions finals

### Classificació general
| \| Classificació general \| Classificació general \| Classificació general \| Classificació general \| Classificació general \| \| Corredor \| Corredor \| Equip \| Temps \| \| \| --------------------- \| -------------------------------- \| ---------------------------- \| --------------------- \| --------------------- \| \| 1r \| Gilberto Simoni \| Lampre-Daikin \| 89h 02' 58" \| \| \| 2n \| Abraham Olano Manzano \| ONCE-Eroski \| + 7' 31" \| \| \| 3r \| Unai Osa Eizaguirre \| iBanesto.com \| + 8' 37" \| \| \| 4t \| Serhí Hontxar \| Liquigas-Pata \| + 9' 25" \| \| \| 5è \| José Azevedo \| ONCE-Eroski \| + 9' 44" \| \| \| 6è \| Andrea Noè \| Mapei-Quick Step \| + 10' 50" \| \| \| 7è \| Ivan Gotti \| Alessio \| + 10' 54" \| \| \| 8è \| Carlos Alberto Contreras Caño \| Selle Italia-Pacific \| + 11' 44" \| \| \| 9è \| Pietro Caucchioli \| Alessio \| + 13' 33" \| \| \| 10è \| Giuliano Figueras \| Ceramica Panaria-Fiordo \| + 14' 08" \| \| \| 11è \| Marco Velo \| Mercatone Uno-Stream TV \| + 14' 34" \| \| \| 12è \| Peter Luttenberger \| Tacconi Sport-Vini Caldirola \| + 15' 36" \| \| \| 13è \| Hernán Buenahora Gutiérrez \| Selle Italia-Pacific \| + 16' 22" \| \| \| 14è \| Paolo Savoldelli \| Saeco \| + 18' 42" \| \| \| 15è \| José Joaquín Castelblanco Romero \| Selle Italia-Pacific \| + 23' 02" \| \| \| 16è \| Marzio Bruseghin \| iBanesto.com \| + 25' 13" \| \| \| 17è \| Mauro Zanetti \| Alessio \| + 27' 16" \| \| \| 18è \| Marco Magnani \| Alexia Alluminio \| + 33' 04" \| \| \| 19è \| Gianni Faresin \| Liquigas-Pata \| + 33' 14" \| \| \| 20è \| Juan Manuel Gárate Cepa \| Lampre-Daikin \| + 33' 24" \| \| \| 21è \| Daniele De Paoli \| Mercatone Uno-Stream TV \| + 33' 55" \| \| \| 22è \| Massimiliano Gentili \| Cantina Tollo-Acqua & Sapone \| + 36' 21" \| \| \| 23è \| Matthias Kessler \| Deutsche Telekom \| + 40' 41" \| \| \| 24è \| Danilo Di Luca \| Cantina Tollo-Acqua & Sapone \| + 41' 28" \| \| \| 25è \| Aleksandr Xefer \| Alessio \| + 41' 47" \| \| |                                  |                              |             |
| |                                  |                              |             |
| |                                  |                              |             |
| Classificació general |                                  |                              |             |
| Corredor | Corredor                         | Equip                        | Temps       |
| 1r | Gilberto Simoni                  | Lampre-Daikin                | 89h 02' 58" |
| 2n | Abraham Olano Manzano            | ONCE-Eroski                  | + 7' 31"    |
| 3r | Unai Osa Eizaguirre              | iBanesto.com                 | + 8' 37"    |
| 4t | Serhí Hontxar                    | Liquigas-Pata                | + 9' 25"    |
| 5è | José Azevedo                     | ONCE-Eroski                  | + 9' 44"    |
| 6è | Andrea Noè                       | Mapei-Quick Step             | + 10' 50"   |
| 7è | Ivan Gotti                       | Alessio                      | + 10' 54"   |
| 8è | Carlos Alberto Contreras Caño    | Selle Italia-Pacific         | + 11' 44"   |
| 9è | Pietro Caucchioli                | Alessio                      | + 13' 33"   |
| 10è | Giuliano Figueras                | Ceramica Panaria-Fiordo      | + 14' 08"   |
| 11è | Marco Velo                       | Mercatone Uno-Stream TV      | + 14' 34"   |
| 12è | Peter Luttenberger               | Tacconi Sport-Vini Caldirola | + 15' 36"   |
| 13è | Hernán Buenahora Gutiérrez       | Selle Italia-Pacific         | + 16' 22"   |
| 14è | Paolo Savoldelli                 | Saeco                        | + 18' 42"   |
| 15è | José Joaquín Castelblanco Romero | Selle Italia-Pacific         | + 23' 02"   |
| 16è | Marzio Bruseghin                 | iBanesto.com                 | + 25' 13"   |
| 17è | Mauro Zanetti                    | Alessio                      | + 27' 16"   |
| 18è | Marco Magnani                    | Alexia Alluminio             | + 33' 04"   |
| 19è | Gianni Faresin                   | Liquigas-Pata                | + 33' 14"   |
| 20è | Juan Manuel Gárate Cepa          | Lampre-Daikin                | + 33' 24"   |
| 21è | Daniele De Paoli                 | Mercatone Uno-Stream TV      | + 33' 55"   |
| 22è | Massimiliano Gentili             | Cantina Tollo-Acqua & Sapone | + 36' 21"   |
| 23è | Matthias Kessler                 | Deutsche Telekom             | + 40' 41"   |
| 24è | Danilo Di Luca                   | Cantina Tollo-Acqua & Sapone | + 41' 28"   |
| 25è | Aleksandr Xefer                  | Alessio                      | + 41' 47"   |

| Classificació per punts | Classificació per punts | Classificació per punts      | Classificació per punts | Classificació per punts |
| Corredor                | Corredor                | Equip                        | Punts                   |                         |
| ----------------------- | ----------------------- | ---------------------------- | ----------------------- | ----------------------- |
| 1r                      | Massimo Strazzer        | Mobilvetta-Formaggi Trentini | 177 pts                 |                         |
| 2n                      | Danilo Hondo            | Deutsche Telekom             | 158 pts                 |                         |
| 3r                      | Mario Cipollini         | Saeco                        | 136 pts                 |                         |
| 4t                      | Gilberto Simoni         | Lampre-Daikin                | 129 pts                 |                         |
| 5è                      | Ivan Quaranta           | Alexia Alluminio             | 105 pts                 |                         |
| 6è                      | Marco Zanotti           | Liquigas-Pata                | 85 pts                  |                         |
| 7è                      | Andrej Hauptman         | Tacconi Sport-Vini Caldirola | 78 pts                  |                         |
| 8è                      | Unai Osa Eizaguirre     | iBanesto.com                 | 75 pts                  |                         |
| 9è                      | Abraham Olano Manzano   | ONCE-Eroski                  | 73 pts                  |                         |
| 10è                     | Giuliano Figueras       | Ceramica Panaria-Fiordo      | 73 pts                  |                         |

| Classificació per punts | Classificació per punts | Classificació per punts      | Classificació per punts | Classificació per punts |
| Corredor                | Corredor                | Equip                        | Punts                   |                         |
| ----------------------- | ----------------------- | ---------------------------- | ----------------------- | ----------------------- |
| 1r                      | Massimo Strazzer        | Mobilvetta-Formaggi Trentini | 177 pts                 |                         |
| 2n                      | Danilo Hondo            | Deutsche Telekom             | 158 pts                 |                         |
| 3r                      | Mario Cipollini         | Saeco                        | 136 pts                 |                         |
| 4t                      | Gilberto Simoni         | Lampre-Daikin                | 129 pts                 |                         |
| 5è                      | Ivan Quaranta           | Alexia Alluminio             | 105 pts                 |                         |
| 6è                      | Marco Zanotti           | Liquigas-Pata                | 85 pts                  |                         |
| 7è                      | Andrej Hauptman         | Tacconi Sport-Vini Caldirola | 78 pts                  |                         |
| 8è                      | Unai Osa Eizaguirre     | iBanesto.com                 | 75 pts                  |                         |
| 9è                      | Abraham Olano Manzano   | ONCE-Eroski                  | 73 pts                  |                         |
| 10è                     | Giuliano Figueras       | Ceramica Panaria-Fiordo      | 73 pts                  |                         |

| Classificació de la muntanya | Classificació de la muntanya  | Classificació de la muntanya | Classificació de la muntanya | Classificació de la muntanya |
| Corredor                     | Corredor                      | Equip                        | Punts                        |                              |
| ---------------------------- | ----------------------------- | ---------------------------- | ---------------------------- | ---------------------------- |
| 1r                           | Freddy González Martínez      | Selle Italia-Pacific         | 73 pts                       |                              |
| 2n                           | Gilberto Simoni               | Lampre-Daikin                | 42 pts                       |                              |
| 3r                           | Fortunato Baliani             | Selle Italia-Pacific         | 33 pts                       |                              |
| 4t                           | Pietro Caucchioli             | Alessio                      | 32 pts                       |                              |
| 5è                           | Julio Alberto Pérez Cuapio    | Ceramica Panaria-Fiordo      | 28 pts                       |                              |
| 6è                           | Danilo Di Luca                | Cantina Tollo-Acqua & Sapone | 21 pts                       |                              |
| 7è                           | Unai Osa Eizaguirre           | iBanesto.com                 | 16 pts                       |                              |
| 8è                           | Carlos Alberto Contreras Caño | Selle Italia-Pacific         | 14 pts                       |                              |
| 9è                           | Hernán Buenahora Gutiérrez    | Selle Italia-Pacific         | 14 pts                       |                              |
| 10è                          | Marzio Bruseghin              | iBanesto.com                 | 10 pts                       |                              |

| Classificació de la muntanya | Classificació de la muntanya  | Classificació de la muntanya | Classificació de la muntanya | Classificació de la muntanya |
| Corredor                     | Corredor                      | Equip                        | Punts                        |                              |
| ---------------------------- | ----------------------------- | ---------------------------- | ---------------------------- | ---------------------------- |
| 1r                           | Freddy González Martínez      | Selle Italia-Pacific         | 73 pts                       |                              |
| 2n                           | Gilberto Simoni               | Lampre-Daikin                | 42 pts                       |                              |
| 3r                           | Fortunato Baliani             | Selle Italia-Pacific         | 33 pts                       |                              |
| 4t                           | Pietro Caucchioli             | Alessio                      | 32 pts                       |                              |
| 5è                           | Julio Alberto Pérez Cuapio    | Ceramica Panaria-Fiordo      | 28 pts                       |                              |
| 6è                           | Danilo Di Luca                | Cantina Tollo-Acqua & Sapone | 21 pts                       |                              |
| 7è                           | Unai Osa Eizaguirre           | iBanesto.com                 | 16 pts                       |                              |
| 8è                           | Carlos Alberto Contreras Caño | Selle Italia-Pacific         | 14 pts                       |                              |
| 9è                           | Hernán Buenahora Gutiérrez    | Selle Italia-Pacific         | 14 pts                       |                              |
| 10è                          | Marzio Bruseghin              | iBanesto.com                 | 10 pts                       |                              |

| Classificació per equips | Classificació per equips     | Classificació per equips | Classificació per equips |
| Equip                    | Equip                        | Temps                    |                          |
| ------------------------ | ---------------------------- | ------------------------ | ------------------------ |
| 1r                       | Alessio                      | 267h 13' 45"             |                          |
| 2n                       | iBanesto.com                 | + 9' 51"                 |                          |
| 3r                       | Selle Italia-Pacific         | + 13' 42"                |                          |
| 4t                       | ONCE-Eroski                  | + 18' 25"                |                          |
| 5è                       | Lampre-Daikin                | + 39' 26"                |                          |
| 6è                       | Fassa Bortolo                | + 41' 03"                |                          |
| 7è                       | Mercatone Uno-Stream TV      | + 46' 03"                |                          |
| 8è                       | Liquigas-Pata                | + 57' 09"                |                          |
| 9è                       | Tacconi Sport-Vini Caldirola | + 59' 07"                |                          |
| 10è                      | Saeco                        | + 1h 19' 58"             |                          |

| Classificació per equips | Classificació per equips     | Classificació per equips | Classificació per equips |
| Equip                    | Equip                        | Temps                    |                          |
| ------------------------ | ---------------------------- | ------------------------ | ------------------------ |
| 1r                       | Alessio                      | 267h 13' 45"             |                          |
| 2n                       | iBanesto.com                 | + 9' 51"                 |                          |
| 3r                       | Selle Italia-Pacific         | + 13' 42"                |                          |
| 4t                       | ONCE-Eroski                  | + 18' 25"                |                          |
| 5è                       | Lampre-Daikin                | + 39' 26"                |                          |
| 6è                       | Fassa Bortolo                | + 41' 03"                |                          |
| 7è                       | Mercatone Uno-Stream TV      | + 46' 03"                |                          |
| 8è                       | Liquigas-Pata                | + 57' 09"                |                          |
| 9è                       | Tacconi Sport-Vini Caldirola | + 59' 07"                |                          |
| 10è                      | Saeco                        | + 1h 19' 58"             |                          |

## Evolució de les classificacions
Els ciclistes de la taula representen els líders de cada classificació en cadascuna de les etapes. És possible que no corresponguin a la persona que portava el mallot.
| Étape              | Vainqueur                  | Classement général | Classement par point | Classement de la montagne | Classement par équipes |
| ------------------ | -------------------------- | ------------------ | -------------------- | ------------------------- | ---------------------- |
| Prologue           | Rik Verbrugghe             | Rik Verbrugghe     | non attribué         | non attribué              | ONCE                   |
| 1re étape          | Ellis Rastelli             | Rik Verbrugghe     | Ellis Rastelli       | Domenico Gualdi           | Lampre                 |
| 2e étape           | Danilo Hondo               | Rik Verbrugghe     | Gabriele Colombo     | Domenico Gualdi           | Lampre                 |
| 3e étape           | Danilo Hondo               | Rik Verbrugghe     | Danilo Hondo         | Domenico Gualdi           | Lampre                 |
| 4e étape           | Danilo Di Luca             | Dario Frigo        | Danilo Hondo         | Danilo Di Luca            | ONCE                   |
| 5e étape           | Ivan Quaranta              | Dario Frigo        | Danilo Hondo         | Danilo Di Luca            | ONCE                   |
| 6e étape           | Mario Cipollini            | Dario Frigo        | Danilo Hondo         | Danilo Di Luca            | ONCE                   |
| 7e étape           | Stefano Zanini             | Dario Frigo        | Danilo Hondo         | Danilo Di Luca            | ONCE                   |
| 8e étape           | Pietro Caucchioli          | Dario Frigo        | Danilo Hondo         | Freddy González           | ONCE                   |
| 9e étape           | Mario Cipollini            | Dario Frigo        | Danilo Hondo         | Freddy González           | ONCE                   |
| 10e étape          | Denis Zanette              | Dario Frigo        | Danilo Hondo         | Freddy González           | ONCE                   |
| 11e étape          | Pablo Lastras              | Dario Frigo        | Danilo Hondo         | Freddy González           | Banesto                |
| 12e étape          | Matteo Tosatto             | Dario Frigo        | Massimo Strazzer     | Freddy González           | Banesto                |
| 13e étape          | Julio Alberto Pérez Cuapio | Gilberto Simoni    | Massimo Strazzer     | Freddy González           | Banesto                |
| 14e étape          | Carlos Contreras           | Gilberto Simoni    | Massimo Strazzer     | Freddy González           | Selle Italia           |
| 15e étape          | Dario Frigo                | Gilberto Simoni    | Massimo Strazzer     | Freddy González           | Alessio                |
| 16e étape          | Ivan Quaranta              | Gilberto Simoni    | Massimo Strazzer     | Freddy González           | Alessio                |
| 17e étape          | Pietro Caucchioli          | Gilberto Simoni    | Massimo Strazzer     | Freddy González           | Alessio                |
| 18e étape          | Etape annulée              | Gilberto Simoni    | Massimo Strazzer     | Freddy González           | Alessio                |
| 19e étape          | Mario Cipollini            | Gilberto Simoni    | Massimo Strazzer     | Freddy González           | Alessio                |
| 20e étape          | Gilberto Simoni            | Gilberto Simoni    | Massimo Strazzer     | Freddy González           | Alessio                |
| 21e étape          | Mario Cipollini            | Gilberto Simoni    | Massimo Strazzer     | Freddy González           | Alessio                |
| Classements finals | Classements finals         | Gilberto Simoni    | Massimo Strazzer     | Freddy González           | Alessio                |

## Llista de participants
| Mapei-Quick Step MAP | Mapei-Quick Step MAP          | Mapei-Quick Step MAP |
| -------------------- | ----------------------------- | -------------------- |
| Núm                  | Ciclista                      | Pos                  |
| 1                    | Stefano Garzelli (ITA)        | NP-14                |
| 2                    | Rinaldo Nocentini (ITA)       | 66è                  |
| 3                    | Manuel Beltrán Martínez (ESP) | NP-14                |
| 4                    | Davide Bramati (ITA)          | 92è                  |
| 5                    | Luca Scinto (ITA)             | 109è                 |
| 6                    | Paolo Fornaciari (ITA)        | 112è                 |
| 7                    | Paolo Lanfranchi (ITA)        | 41è                  |
| 8                    | Andrea Noè (ITA)              | 6è                   |
| 9                    | Stefano Zanini (ITA)          | 93è                  |

| Alessio ALS | Alessio ALS              | Alessio ALS |
| ----------- | ------------------------ | ----------- |
| Núm         | Ciclista                 | Pos         |
| 11          | Stefano Casagranda (ITA) | 108è        |
| 12          | Davide Casarotto (ITA)   | 96è         |
| 13          | Pietro Caucchioli (ITA)  | 9è          |
| 14          | Ivan Gotti (ITA)         | 7è          |
| 15          | Martin Hvastija (SLO)    | 105è        |
| 16          | Ruslan Ivanov (MDA)      | 39è         |
| 17          | Endrio Leoni (ITA)       | NP-17       |
| 18          | Aleksandr Xefer (KAZ)    | 25è         |
| 19          | Mauro Zanetti (ITA)      | 17è         |

| Alexia Alluminio ALA | Alexia Alluminio ALA  | Alexia Alluminio ALA |
| -------------------- | --------------------- | -------------------- |
| Núm                  | Ciclista              | Pos                  |
| 21                   | Dario Andriotto (ITA) | 130è                 |
| 22                   | Andrea Brognara (ITA) | 131è                 |
| 23                   | Pascal Hervé (FRA)    | NP-17                |
| 24                   | Marco Magnani (ITA)   | 18è                  |
| 25                   | Gianluca Valoti (ITA) | 51è                  |
| 26                   | Mario Manzoni (ITA)   | 116è                 |
| 27                   | Ivan Quaranta (ITA)   | 129è                 |
| 28                   | Eddy Serri (ITA)      | 134è                 |
| 29                   | Marco Villa (ITA)     | 133è                 |

| Bonjour BJR | Bonjour BJR                | Bonjour BJR |
| ----------- | -------------------------- | ----------- |
| Núm         | Ciclista                   | Pos         |
| 31          | Jean-Cyril Robin (FRA)     | DNF-14      |
| 32          | Franck Bouyer (FRA)        | DNF-13      |
| 33          | Pascal Deramé (FRA)        | DNF-20      |
| 34          | Thomas Voeckler (FRA)      | 135è        |
| 35          | Noan Lelarge (FRA)         | DNF-10      |
| 36          | Frédéric Mainguenaud (FRA) | DNF-20      |
| 37          | Damien Nazon (FRA)         | NP-8        |
| 38          | Mickaël Pichon (FRA)       | DNF-9       |
| 39          | Fabrice Salanson (FRA)     | DNF-8       |

| Cantina Tollo-Acqua & Sapone CTA | Cantina Tollo-Acqua & Sapone CTA | Cantina Tollo-Acqua & Sapone CTA |
| -------------------------------- | -------------------------------- | -------------------------------- |
| Núm                              | Ciclista                         | Pos                              |
| 41                               | Danilo Di Luca (ITA)             | 24è                              |
| 42                               | Gabriele Colombo (ITA)           | 65è                              |
| 43                               | Roberto Conti (ITA)              | 55è                              |
| 44                               | Massimiliano Gentili (ITA)       | 22è                              |
| 45                               | Filippo Simeoni (ITA)            | DNF-7                            |
| 46                               | Alessandro Spezialetti (ITA)     | 64è                              |
| 47                               | Guido Trenti (ITA)               | 124è                             |
| 48                               | Serguei Iàkovlev (KAZ)           | 53è                              |
| 49                               | Cristian Pepoli (ITA)            | 103è                             |

| Ceramica Panaria-Fiordo PAN | Ceramica Panaria-Fiordo PAN      | Ceramica Panaria-Fiordo PAN |
| --------------------------- | -------------------------------- | --------------------------- |
| Núm                         | Ciclista                         | Pos                         |
| 51                          | Giuliano Figueras (ITA)          | 10è                         |
| 52                          | Nathan O'Neill (AUS)             | NP-6                        |
| 53                          | Volodímir Duma (UKR)             | 36è                         |
| 54                          | Michele Coppolillo (ITA)         | 136è                        |
| 55                          | Enrico Degano (ITA)              | DNF-11                      |
| 56                          | Julio Alberto Pérez Cuapio (MEX) | 45è                         |
| 57                          | Domenico Romano (ITA)            | 125è                        |
| 58                          | Antonio Varriale (ITA)           | 86è                         |
| 59                          | Tom Leaper (AUS)                 | DNF-8                       |

| Fassa Bortolo FAS | Fassa Bortolo FAS          | Fassa Bortolo FAS |
| ----------------- | -------------------------- | ----------------- |
| Núm               | Ciclista                   | Pos               |
| 61                | Fabio Baldato (ITA)        | 79è               |
| 62                | Wladimir Belli (ITA)       | NP-15             |
| 63                | Francesco Casagrande (ITA) | NP-2              |
| 64                | Dario Frigo (ITA)          | NP-20             |
| 65                | Dmitri Konyschew (RUS)     | 75è               |
| 66                | Andrea Peron (ITA)         | 43è               |
| 67                | Roberto Petito (ITA)       | 100è              |
| 68                | Matteo Tosatto (ITA)       | 50è               |
| 69                | Tadej Valjavec (SLO)       | 30è               |

| iBanesto.com BAN | iBanesto.com BAN                 | iBanesto.com BAN |
| ---------------- | -------------------------------- | ---------------- |
| Núm              | Ciclista                         | Pos              |
| 71               | José Luis Arrieta Lujambio (ESP) | 29è              |
| 72               | Marzio Bruseghin (ITA)           | 16è              |
| 73               | Pablo Lastras García (ESP)       | 49è              |
| 74               | David Navas Chica (ESP)          | 88è              |
| 75               | David Latasa Lasa (ESP)          | 35è              |
| 76               | Jon Odriozola Mugarza (ESP)      | 59è              |
| 77               | Unai Osa Eizaguirre (ESP)        | 3r               |
| 78               | Leonardo Piepoli (ITA)           | NP-6             |
| 79               | César Solaun Solana (ESP)        | 28è              |

| Kelme-Costa Blanca KEL | Kelme-Costa Blanca KEL               | Kelme-Costa Blanca KEL |
| ---------------------- | ------------------------------------ | ---------------------- |
| Núm                    | Ciclista                             | Pos                    |
| 81                     | Laurent Desbiens (FRA)               | 102è                   |
| 82                     | Juan Miguel Cuenca (ESP)             | DNF-4                  |
| 83                     | Alexis Rodríguez Hernández (ESP)     | 69è                    |
| 84                     | Francisco León Mane (ESP)            | 31è                    |
| 85                     | Gustavo Otero (ESP)                  | NP-6                   |
| 86                     | Joaquín López (ESP)                  | 57è                    |
| 87                     | Jesús María Manzano Ruano (ESP)      | DNF-6                  |
| 88                     | Carlos García Quesada (ESP)          | DNF-6                  |
| 89                     | Juan José de los Ángeles Seguí (ESP) | DNF-3                  |

| Lampre-Daikin LAM | Lampre-Daikin LAM             | Lampre-Daikin LAM |
| ----------------- | ----------------------------- | ----------------- |
| Núm               | Ciclista                      | Pos               |
| 91                | Gilberto Simoni (ITA)         | 1r                |
| 92                | Oscar Camenzind (SUI)         | 27è               |
| 93                | Massimo Codol (ITA)           | 37è               |
| 94                | Sergio Barbero (ITA)          | NP-12             |
| 95                | Mariano Piccoli (ITA)         | 87è               |
| 96                | Simone Bertoletti (ITA)       | 82è               |
| 97                | Juan Manuel Gárate Cepa (ESP) | 20è               |
| 98                | Maximilian Sciandri (GBR)     | 58è               |
| 99                | Gabriele Missaglia (ITA)      | 60è               |

| Liquigas-Pata ___ | Liquigas-Pata ___     | Liquigas-Pata ___ |
| ----------------- | --------------------- | ----------------- |
| Núm               | Ciclista              | Pos               |
| 101               | Davide Rebellin (ITA) | NP-14             |
| 102               | Serhí Hontxar (UKR)   | 4t                |
| 103               | Marco Zanotti (ITA)   | 117è              |
| 104               | Denis Zanette (ITA)   | 101è              |
| 105               | Gorazd Štangelj (SLO) | 72è               |
| 106               | Stefano Cattai (ITA)  | 67è               |
| 107               | Ellis Rastelli (ITA)  | 85è               |
| 108               | Gianni Faresin (ITA)  | 19è               |
| 109               | Mirko Marini (ITA)    | 113è              |

| Lotto-Adecco ___ | Lotto-Adecco ___        | Lotto-Adecco ___ |
| ---------------- | ----------------------- | ---------------- |
| Núm              | Ciclista                | Pos              |
| 111              | Mario Aerts (BEL)       | 63è              |
| 112              | Christophe Brandt (BEL) | 42è              |
| 113              | Jeroen Blijlevens (NED) | 99è              |
| 114              | Hans De Clercq (BEL)    | 126è             |
| 115              | Glenn D'Hollander (BEL) | DNF-8            |
| 116              | Niko Eeckhout (BEL)     | DNF-8            |
| 117              | Kurt Van Lancker (BEL)  | 78è              |
| 118              | Rik Verbrugghe (BEL)    | NP-19            |
| 119              | Ief Verbrugghe (BEL)    | 122è             |

| Mercatone Uno-Stream TV ___ | Mercatone Uno-Stream TV ___    | Mercatone Uno-Stream TV ___ |
| --------------------------- | ------------------------------ | --------------------------- |
| Núm                         | Ciclista                       | Pos                         |
| 121                         | Marco Pantani (ITA)            | NP-19                       |
| 122                         | Daniel Clavero Sebastián (ESP) | 26è                         |
| 123                         | Ermanno Brignoli (ITA)         | 97è                         |
| 124                         | Marco Velo (ITA)               | 11è                         |
| 125                         | Marcello Siboni (ITA)          | 84è                         |
| 126                         | Gianpaolo Mondini (ITA)        | 74è                         |
| 127                         | Daniele De Paoli (ITA)         | 21è                         |
| 128                         | Riccardo Forconi (ITA)         | NP-17                       |
| 129                         | Simone Borgheresi (ITA)        | 95è                         |

| Mobilvetta-Formaggi Trentini ___ | Mobilvetta-Formaggi Trentini ___ | Mobilvetta-Formaggi Trentini ___ |
| -------------------------------- | -------------------------------- | -------------------------------- |
| Núm                              | Ciclista                         | Pos                              |
| 131                              | Alberto Ongarato (ITA)           | 115è                             |
| 132                              | Massimo Strazzer (ITA)           | 94è                              |
| 133                              | Moreno Di Biase (ITA)            | 118è                             |
| 134                              | Uroš Murn (SLO)                  | 81è                              |
| 135                              | Michele Gobbi (ITA)              | 128è                             |
| 136                              | Devis Miorin (ITA)               | 123è                             |
| 137                              | Timothy Jones (ZIM)              | 73è                              |
| 138                              | José Jaime González Pico (COL)   | DNF-8                            |
| 139                              | Domenico Gualdi (ITA)            | 132è                             |

| ONCE-Eroski ONC | ONCE-Eroski ONC                             | ONCE-Eroski ONC |
| --------------- | ------------------------------------------- | --------------- |
| Núm             | Ciclista                                    | Pos             |
| 141             | Abraham Olano Manzano (ESP)                 | 2n              |
| 142             | René Andrle (CZE)                           | 62è             |
| 143             | José Azevedo (POR)                          | 5è              |
| 144             | Francisco Tomás García Rodríguez (ESP)      | DNF-13          |
| 145             | Álvaro González de Galdeano Aranzábal (ESP) | 70è             |
| 146             | Jan Hruška (CZE)                            | 47è             |
| 147             | Isidro Nozal Vega (ESP)                     | 68è             |
| 148             | Miguel Ángel Peña Cáceres (ESP)             | DNF-8           |
| 149             | Joaquim Rodríguez i Oliver (ESP)            | 80è             |

| Saeco SAE | Saeco SAE                 | Saeco SAE |
| --------- | ------------------------- | --------- |
| Núm       | Ciclista                  | Pos       |
| 151       | Mario Cipollini (ITA)     | 107è      |
| 152       | Biagio Conte (ITA)        | 127è      |
| 153       | Laurent Dufaux (SUI)      | 40è       |
| 154       | Massimiliano Mori (ITA)   | 119è      |
| 155       | Pavel Padrnos (CZE)       | 38è       |
| 156       | Fabio Sacchi (ITA)        | DNF-20    |
| 157       | Paolo Savoldelli (ITA)    | 14è       |
| 158       | Mario Scirea (ITA)        | 121è      |
| 159       | Francesco Secchiari (ITA) | 48è       |

| Selle Italia-Pacific SEL | Selle Italia-Pacific SEL               | Selle Italia-Pacific SEL |
| ------------------------ | -------------------------------------- | ------------------------ |
| Núm                      | Ciclista                               | Pos                      |
| 161                      | Hernán Buenahora Gutiérrez (COL)       | 13è                      |
| 162                      | José Joaquín Castelblanco Romero (COL) | 15è                      |
| 163                      | Carlos Alberto Contreras Caño (COL)    | 8è                       |
| 164                      | Freddy González Martínez (COL)         | 46è                      |
| 165                      | Ruber Marín (COL)                      | 110è                     |
| 166                      | Fortunato Baliani (ITA)                | 32è                      |
| 167                      | Leonardo Scarselli (ITA)               | 120è                     |
| 168                      | Gianluca Tonetti (ITA)                 | DNF-8                    |
| 169                      | Jhon Freddy García Feria (COL)         | DNF-8                    |

| Tacconi Sport-Vini Caldirola ___ | Tacconi Sport-Vini Caldirola ___ | Tacconi Sport-Vini Caldirola ___ |
| -------------------------------- | -------------------------------- | -------------------------------- |
| Núm                              | Ciclista                         | Pos                              |
| 171                              | Giuseppe Di Grande (ITA)         | NP-20                            |
| 172                              | Peter Luttenberger (AUT)         | 12è                              |
| 173                              | Paolo Bossoni (ITA)              | 104è                             |
| 174                              | Ruggero Borghi (ITA)             | 34è                              |
| 175                              | Diego Ferrari (ITA)              | 106è                             |
| 176                              | Mauro Gerosa (ITA)               | 77è                              |
| 177                              | Nicola Miceli (ITA)              | DNF-4                            |
| 178                              | Zoran Klemenčič (SLO)            | DNF-13                           |
| 179                              | Andrej Hauptman (SLO)            | 56è                              |

| Colpack-Astro CPK | Colpack-Astro CPK           | Colpack-Astro CPK |
| ----------------- | --------------------------- | ----------------- |
| Núm               | Ciclista                    | Pos               |
| 181               | Fabio Bulgarelli (ITA)      | 71è               |
| 182               | Matteo Carrara (ITA)        | 111è              |
| 183               | Michele Colleoni (ITA)      | 76è               |
| 184               | Alessandro Cortinovis (ITA) | 90è               |
| 185               | Gianni Gobbini (ITA)        | NP-7              |
| 186               | Denis Lunghi (ITA)          | 61è               |
| 187               | Rafael Mateos (ESP)         | DNF-7             |
| 188               | Renzo Mazzoleni (ITA)       | 83è               |
| 189               | Hidenori Nodera (JPN)       | DNF-13            |

| Deutsche Telekom TEL | Deutsche Telekom TEL      | Deutsche Telekom TEL |
| -------------------- | ------------------------- | -------------------- |
| Núm                  | Ciclista                  | Pos                  |
| 191                  | Jan Ullrich (GER)         | 52è                  |
| 192                  | Alberto Elli (ITA)        | 54è                  |
| 193                  | Giuseppe Guerini (ITA)    | 44è                  |
| 194                  | Kai Hundertmarck (GER)    | 98è                  |
| 195                  | Danilo Hondo (GER)        | 91è                  |
| 196                  | Matthias Kessler (GER)    | 23è                  |
| 197                  | Kevin Livingston (USA)    | 114è                 |
| 198                  | Giovanni Lombardi (ITA)   | 89è                  |
| 199                  | Roberto Sgambelluri (ITA) | 33è                  |

| Mapei-Quick Step MAP | Mapei-Quick Step MAP          | Mapei-Quick Step MAP |
| -------------------- | ----------------------------- | -------------------- |
| Núm                  | Ciclista                      | Pos                  |
| 1                    | Stefano Garzelli (ITA)        | NP-14                |
| 2                    | Rinaldo Nocentini (ITA)       | 66è                  |
| 3                    | Manuel Beltrán Martínez (ESP) | NP-14                |
| 4                    | Davide Bramati (ITA)          | 92è                  |
| 5                    | Luca Scinto (ITA)             | 109è                 |
| 6                    | Paolo Fornaciari (ITA)        | 112è                 |
| 7                    | Paolo Lanfranchi (ITA)        | 41è                  |
| 8                    | Andrea Noè (ITA)              | 6è                   |
| 9                    | Stefano Zanini (ITA)          | 93è                  |

| Alessio ALS | Alessio ALS              | Alessio ALS |
| ----------- | ------------------------ | ----------- |
| Núm         | Ciclista                 | Pos         |
| 11          | Stefano Casagranda (ITA) | 108è        |
| 12          | Davide Casarotto (ITA)   | 96è         |
| 13          | Pietro Caucchioli (ITA)  | 9è          |
| 14          | Ivan Gotti (ITA)         | 7è          |
| 15          | Martin Hvastija (SLO)    | 105è        |
| 16          | Ruslan Ivanov (MDA)      | 39è         |
| 17          | Endrio Leoni (ITA)       | NP-17       |
| 18          | Aleksandr Xefer (KAZ)    | 25è         |
| 19          | Mauro Zanetti (ITA)      | 17è         |

| Alexia Alluminio ALA | Alexia Alluminio ALA  | Alexia Alluminio ALA |
| -------------------- | --------------------- | -------------------- |
| Núm                  | Ciclista              | Pos                  |
| 21                   | Dario Andriotto (ITA) | 130è                 |
| 22                   | Andrea Brognara (ITA) | 131è                 |
| 23                   | Pascal Hervé (FRA)    | NP-17                |
| 24                   | Marco Magnani (ITA)   | 18è                  |
| 25                   | Gianluca Valoti (ITA) | 51è                  |
| 26                   | Mario Manzoni (ITA)   | 116è                 |
| 27                   | Ivan Quaranta (ITA)   | 129è                 |
| 28                   | Eddy Serri (ITA)      | 134è                 |
| 29                   | Marco Villa (ITA)     | 133è                 |

| Bonjour BJR | Bonjour BJR                | Bonjour BJR |
| ----------- | -------------------------- | ----------- |
| Núm         | Ciclista                   | Pos         |
| 31          | Jean-Cyril Robin (FRA)     | DNF-14      |
| 32          | Franck Bouyer (FRA)        | DNF-13      |
| 33          | Pascal Deramé (FRA)        | DNF-20      |
| 34          | Thomas Voeckler (FRA)      | 135è        |
| 35          | Noan Lelarge (FRA)         | DNF-10      |
| 36          | Frédéric Mainguenaud (FRA) | DNF-20      |
| 37          | Damien Nazon (FRA)         | NP-8        |
| 38          | Mickaël Pichon (FRA)       | DNF-9       |
| 39          | Fabrice Salanson (FRA)     | DNF-8       |

| Cantina Tollo-Acqua & Sapone CTA | Cantina Tollo-Acqua & Sapone CTA | Cantina Tollo-Acqua & Sapone CTA |
| -------------------------------- | -------------------------------- | -------------------------------- |
| Núm                              | Ciclista                         | Pos                              |
| 41                               | Danilo Di Luca (ITA)             | 24è                              |
| 42                               | Gabriele Colombo (ITA)           | 65è                              |
| 43                               | Roberto Conti (ITA)              | 55è                              |
| 44                               | Massimiliano Gentili (ITA)       | 22è                              |
| 45                               | Filippo Simeoni (ITA)            | DNF-7                            |
| 46                               | Alessandro Spezialetti (ITA)     | 64è                              |
| 47                               | Guido Trenti (ITA)               | 124è                             |
| 48                               | Serguei Iàkovlev (KAZ)           | 53è                              |
| 49                               | Cristian Pepoli (ITA)            | 103è                             |

| Ceramica Panaria-Fiordo PAN | Ceramica Panaria-Fiordo PAN      | Ceramica Panaria-Fiordo PAN |
| --------------------------- | -------------------------------- | --------------------------- |
| Núm                         | Ciclista                         | Pos                         |
| 51                          | Giuliano Figueras (ITA)          | 10è                         |
| 52                          | Nathan O'Neill (AUS)             | NP-6                        |
| 53                          | Volodímir Duma (UKR)             | 36è                         |
| 54                          | Michele Coppolillo (ITA)         | 136è                        |
| 55                          | Enrico Degano (ITA)              | DNF-11                      |
| 56                          | Julio Alberto Pérez Cuapio (MEX) | 45è                         |
| 57                          | Domenico Romano (ITA)            | 125è                        |
| 58                          | Antonio Varriale (ITA)           | 86è                         |
| 59                          | Tom Leaper (AUS)                 | DNF-8                       |

| Fassa Bortolo FAS | Fassa Bortolo FAS          | Fassa Bortolo FAS |
| ----------------- | -------------------------- | ----------------- |
| Núm               | Ciclista                   | Pos               |
| 61                | Fabio Baldato (ITA)        | 79è               |
| 62                | Wladimir Belli (ITA)       | NP-15             |
| 63                | Francesco Casagrande (ITA) | NP-2              |
| 64                | Dario Frigo (ITA)          | NP-20             |
| 65                | Dmitri Konyschew (RUS)     | 75è               |
| 66                | Andrea Peron (ITA)         | 43è               |
| 67                | Roberto Petito (ITA)       | 100è              |
| 68                | Matteo Tosatto (ITA)       | 50è               |
| 69                | Tadej Valjavec (SLO)       | 30è               |

| iBanesto.com BAN | iBanesto.com BAN                 | iBanesto.com BAN |
| ---------------- | -------------------------------- | ---------------- |
| Núm              | Ciclista                         | Pos              |
| 71               | José Luis Arrieta Lujambio (ESP) | 29è              |
| 72               | Marzio Bruseghin (ITA)           | 16è              |
| 73               | Pablo Lastras García (ESP)       | 49è              |
| 74               | David Navas Chica (ESP)          | 88è              |
| 75               | David Latasa Lasa (ESP)          | 35è              |
| 76               | Jon Odriozola Mugarza (ESP)      | 59è              |
| 77               | Unai Osa Eizaguirre (ESP)        | 3r               |
| 78               | Leonardo Piepoli (ITA)           | NP-6             |
| 79               | César Solaun Solana (ESP)        | 28è              |

| Kelme-Costa Blanca KEL | Kelme-Costa Blanca KEL               | Kelme-Costa Blanca KEL |
| ---------------------- | ------------------------------------ | ---------------------- |
| Núm                    | Ciclista                             | Pos                    |
| 81                     | Laurent Desbiens (FRA)               | 102è                   |
| 82                     | Juan Miguel Cuenca (ESP)             | DNF-4                  |
| 83                     | Alexis Rodríguez Hernández (ESP)     | 69è                    |
| 84                     | Francisco León Mane (ESP)            | 31è                    |
| 85                     | Gustavo Otero (ESP)                  | NP-6                   |
| 86                     | Joaquín López (ESP)                  | 57è                    |
| 87                     | Jesús María Manzano Ruano (ESP)      | DNF-6                  |
| 88                     | Carlos García Quesada (ESP)          | DNF-6                  |
| 89                     | Juan José de los Ángeles Seguí (ESP) | DNF-3                  |

| Lampre-Daikin LAM | Lampre-Daikin LAM             | Lampre-Daikin LAM |
| ----------------- | ----------------------------- | ----------------- |
| Núm               | Ciclista                      | Pos               |
| 91                | Gilberto Simoni (ITA)         | 1r                |
| 92                | Oscar Camenzind (SUI)         | 27è               |
| 93                | Massimo Codol (ITA)           | 37è               |
| 94                | Sergio Barbero (ITA)          | NP-12             |
| 95                | Mariano Piccoli (ITA)         | 87è               |
| 96                | Simone Bertoletti (ITA)       | 82è               |
| 97                | Juan Manuel Gárate Cepa (ESP) | 20è               |
| 98                | Maximilian Sciandri (GBR)     | 58è               |
| 99                | Gabriele Missaglia (ITA)      | 60è               |

| Liquigas-Pata ___ | Liquigas-Pata ___     | Liquigas-Pata ___ |
| ----------------- | --------------------- | ----------------- |
| Núm               | Ciclista              | Pos               |
| 101               | Davide Rebellin (ITA) | NP-14             |
| 102               | Serhí Hontxar (UKR)   | 4t                |
| 103               | Marco Zanotti (ITA)   | 117è              |
| 104               | Denis Zanette (ITA)   | 101è              |
| 105               | Gorazd Štangelj (SLO) | 72è               |
| 106               | Stefano Cattai (ITA)  | 67è               |
| 107               | Ellis Rastelli (ITA)  | 85è               |
| 108               | Gianni Faresin (ITA)  | 19è               |
| 109               | Mirko Marini (ITA)    | 113è              |

| Lotto-Adecco ___ | Lotto-Adecco ___        | Lotto-Adecco ___ |
| ---------------- | ----------------------- | ---------------- |
| Núm              | Ciclista                | Pos              |
| 111              | Mario Aerts (BEL)       | 63è              |
| 112              | Christophe Brandt (BEL) | 42è              |
| 113              | Jeroen Blijlevens (NED) | 99è              |
| 114              | Hans De Clercq (BEL)    | 126è             |
| 115              | Glenn D'Hollander (BEL) | DNF-8            |
| 116              | Niko Eeckhout (BEL)     | DNF-8            |
| 117              | Kurt Van Lancker (BEL)  | 78è              |
| 118              | Rik Verbrugghe (BEL)    | NP-19            |
| 119              | Ief Verbrugghe (BEL)    | 122è             |

| Mercatone Uno-Stream TV ___ | Mercatone Uno-Stream TV ___    | Mercatone Uno-Stream TV ___ |
| --------------------------- | ------------------------------ | --------------------------- |
| Núm                         | Ciclista                       | Pos                         |
| 121                         | Marco Pantani (ITA)            | NP-19                       |
| 122                         | Daniel Clavero Sebastián (ESP) | 26è                         |
| 123                         | Ermanno Brignoli (ITA)         | 97è                         |
| 124                         | Marco Velo (ITA)               | 11è                         |
| 125                         | Marcello Siboni (ITA)          | 84è                         |
| 126                         | Gianpaolo Mondini (ITA)        | 74è                         |
| 127                         | Daniele De Paoli (ITA)         | 21è                         |
| 128                         | Riccardo Forconi (ITA)         | NP-17                       |
| 129                         | Simone Borgheresi (ITA)        | 95è                         |

| Mobilvetta-Formaggi Trentini ___ | Mobilvetta-Formaggi Trentini ___ | Mobilvetta-Formaggi Trentini ___ |
| -------------------------------- | -------------------------------- | -------------------------------- |
| Núm                              | Ciclista                         | Pos                              |
| 131                              | Alberto Ongarato (ITA)           | 115è                             |
| 132                              | Massimo Strazzer (ITA)           | 94è                              |
| 133                              | Moreno Di Biase (ITA)            | 118è                             |
| 134                              | Uroš Murn (SLO)                  | 81è                              |
| 135                              | Michele Gobbi (ITA)              | 128è                             |
| 136                              | Devis Miorin (ITA)               | 123è                             |
| 137                              | Timothy Jones (ZIM)              | 73è                              |
| 138                              | José Jaime González Pico (COL)   | DNF-8                            |
| 139                              | Domenico Gualdi (ITA)            | 132è                             |

| ONCE-Eroski ONC | ONCE-Eroski ONC                             | ONCE-Eroski ONC |
| --------------- | ------------------------------------------- | --------------- |
| Núm             | Ciclista                                    | Pos             |
| 141             | Abraham Olano Manzano (ESP)                 | 2n              |
| 142             | René Andrle (CZE)                           | 62è             |
| 143             | José Azevedo (POR)                          | 5è              |
| 144             | Francisco Tomás García Rodríguez (ESP)      | DNF-13          |
| 145             | Álvaro González de Galdeano Aranzábal (ESP) | 70è             |
| 146             | Jan Hruška (CZE)                            | 47è             |
| 147             | Isidro Nozal Vega (ESP)                     | 68è             |
| 148             | Miguel Ángel Peña Cáceres (ESP)             | DNF-8           |
| 149             | Joaquim Rodríguez i Oliver (ESP)            | 80è             |

| Saeco SAE | Saeco SAE                 | Saeco SAE |
| --------- | ------------------------- | --------- |
| Núm       | Ciclista                  | Pos       |
| 151       | Mario Cipollini (ITA)     | 107è      |
| 152       | Biagio Conte (ITA)        | 127è      |
| 153       | Laurent Dufaux (SUI)      | 40è       |
| 154       | Massimiliano Mori (ITA)   | 119è      |
| 155       | Pavel Padrnos (CZE)       | 38è       |
| 156       | Fabio Sacchi (ITA)        | DNF-20    |
| 157       | Paolo Savoldelli (ITA)    | 14è       |
| 158       | Mario Scirea (ITA)        | 121è      |
| 159       | Francesco Secchiari (ITA) | 48è       |

| Selle Italia-Pacific SEL | Selle Italia-Pacific SEL               | Selle Italia-Pacific SEL |
| ------------------------ | -------------------------------------- | ------------------------ |
| Núm                      | Ciclista                               | Pos                      |
| 161                      | Hernán Buenahora Gutiérrez (COL)       | 13è                      |
| 162                      | José Joaquín Castelblanco Romero (COL) | 15è                      |
| 163                      | Carlos Alberto Contreras Caño (COL)    | 8è                       |
| 164                      | Freddy González Martínez (COL)         | 46è                      |
| 165                      | Ruber Marín (COL)                      | 110è                     |
| 166                      | Fortunato Baliani (ITA)                | 32è                      |
| 167                      | Leonardo Scarselli (ITA)               | 120è                     |
| 168                      | Gianluca Tonetti (ITA)                 | DNF-8                    |
| 169                      | Jhon Freddy García Feria (COL)         | DNF-8                    |

| Tacconi Sport-Vini Caldirola ___ | Tacconi Sport-Vini Caldirola ___ | Tacconi Sport-Vini Caldirola ___ |
| -------------------------------- | -------------------------------- | -------------------------------- |
| Núm                              | Ciclista                         | Pos                              |
| 171                              | Giuseppe Di Grande (ITA)         | NP-20                            |
| 172                              | Peter Luttenberger (AUT)         | 12è                              |
| 173                              | Paolo Bossoni (ITA)              | 104è                             |
| 174                              | Ruggero Borghi (ITA)             | 34è                              |
| 175                              | Diego Ferrari (ITA)              | 106è                             |
| 176                              | Mauro Gerosa (ITA)               | 77è                              |
| 177                              | Nicola Miceli (ITA)              | DNF-4                            |
| 178                              | Zoran Klemenčič (SLO)            | DNF-13                           |
| 179                              | Andrej Hauptman (SLO)            | 56è                              |

| Colpack-Astro CPK | Colpack-Astro CPK           | Colpack-Astro CPK |
| ----------------- | --------------------------- | ----------------- |
| Núm               | Ciclista                    | Pos               |
| 181               | Fabio Bulgarelli (ITA)      | 71è               |
| 182               | Matteo Carrara (ITA)        | 111è              |
| 183               | Michele Colleoni (ITA)      | 76è               |
| 184               | Alessandro Cortinovis (ITA) | 90è               |
| 185               | Gianni Gobbini (ITA)        | NP-7              |
| 186               | Denis Lunghi (ITA)          | 61è               |
| 187               | Rafael Mateos (ESP)         | DNF-7             |
| 188               | Renzo Mazzoleni (ITA)       | 83è               |
| 189               | Hidenori Nodera (JPN)       | DNF-13            |

| Deutsche Telekom TEL | Deutsche Telekom TEL      | Deutsche Telekom TEL |
| -------------------- | ------------------------- | -------------------- |
| Núm                  | Ciclista                  | Pos                  |
| 191                  | Jan Ullrich (GER)         | 52è                  |
| 192                  | Alberto Elli (ITA)        | 54è                  |
| 193                  | Giuseppe Guerini (ITA)    | 44è                  |
| 194                  | Kai Hundertmarck (GER)    | 98è                  |
| 195                  | Danilo Hondo (GER)        | 91è                  |
| 196                  | Matthias Kessler (GER)    | 23è                  |
| 197                  | Kevin Livingston (USA)    | 114è                 |
| 198                  | Giovanni Lombardi (ITA)   | 89è                  |
| 199                  | Roberto Sgambelluri (ITA) | 33è                  |